# 엄태영 (1958년)
엄태영(嚴泰永, 1958년 3월 12일 음력 1월 12일~)은 대한민국의 정치인이다. 제21·22대 국회의원이다. 제14·15대 충청북도 제천시장, 제1대 충청북도 제천시의원을 지냈다.

## 학력
- 1964. 3.~1970. 2. 제천소화공립국민학교 졸업
- 1970. 3.~1973. 2. 제천중학교 졸업
- 1973. 3.~1976. 2. 제천고등학교 졸업
- 1976. 3.~1984. 2. 충북대학교 화학공학과 학사

### 비학위 수료
- ~2000 세명대학교 경영행정대학원 행정학 석사
- 2011. 3.~2014. 2. 명지대학교 사회개발대학원 정치외교학과 박사 과정 수료

## 경력
- 1991년 3월 26일: 1991년 대한민국 지방 선거 당선(1991, 충북 제천군 교동 선거구, 무소속, 초선)
- 1991. 4.~1994. 12. 제1대 충청북도 제천군의회 의원(1991, 충북 제천군 교동 선거구, 무소속, 초선)
- 1995. 1.~1995. 6. 제1대 충청북도 제천시의회 의원(민선 1기, 충북 제천시 교동 선거구, 무소속, 재선)
- 1993 한국청년회의소 충북지구 JC지구이사
- 1993~2002 대우자동차 충청북도 제천판매, 단양판매 대표이사
- 1995. 1.~1995. 6. 제1대 충청북도 제천시의회 후반기 총무위원회 위원
- 1995. 1.~1995. 6. 제1대 충청북도 제천시의회 후반기 예산결산특별위원회 위원
- 1995년 6월 27일: 제1회 전국동시지방선거 당선(민선 1기, 충북 제천시 교동 선거구, 무소속, 재선)
- 1995. 7.~1998. 6. 제2대 충청북도 제천시의회 의원(민선 1기, 충북 제천시 교동 선거구, 무소속, 재선)
- 1995~2002 바르게 살기운동 제천시 협의회 부회장
- 1995. 7.~1996. 12. 제2대 충청북도 제천시의회 전반기 운영사회위원회 위원장
- 1995. 7.~1996. 12. 제2대 충청북도 제천시의회 전반기 총무위원회 위원
- 1995. 12.~1997. 3. 제2대 충청북도 제천시의회 조례정비특별위원회 위원장
- 1997. 1.~1998. 6. 제2대 충청북도 제천시의회 후반기 기획총무위원회 위원
- 2000~2002 한나라당 충청북도 지부 제천시·단양군 지구당 위원장
- 2001~2002 한나라당 미래연대 지방자치발전위원장
- 2002년 6월 13일: 제3회 전국동시지방선거 당선(민선 3기, 충청북도 제천시장, 한나라당, 초선)
- 2002. 7.~2006. 6. 제14대 충청북도 제천시장(민선 3기, 한나라당, 초선)
- 2004~2006 전국청년시장군수구청장 모임(청목회) 회장
- 2004~2006 중부내륙중심권 행정협력회 회장
- 2004~2010 제천국제음악영화제 조직위원장
- 2006년 5월 31일: 제4회 전국동시지방선거 당선(민선 4기, 충청북도 제천시장, 한나라당, 재선)
- 2006. 7.~2010. 6. 제15대 충청북도 제천시장(민선 4기, 한나라당, 재선)
- 2008~2010 제천국제한방 Bio엑스포 조직위원장
- 2011 한나라당 중앙당 대외협력위원회 부위원장
- 2012 여의도연구소 정치행정분과 정책자문위원
- 2012 새누리당 대외협력위원회 수석부위원장
- 2016 제20대 국회의원 선거 충북 제천시·단양군 새누리당 국회의원 예비후보
- 2018. 8.~2020. 2. 자유한국당 충청북도당 제천시·단양군 당원협의회 위원장
- 2018. 9.~2019. 8. 자유한국당 충청북도당 위원장
- 2019. 3.~2020. 2. 자유한국당.당대표 특별보좌역
- 자유한국당 중앙연수원 부원장
- 2019. 7.~2020. 2. 자유한국당 디지털정당위원회 부위원장
- 미래통합당 중앙연수원 부원장
- 미래통합당 중앙위분과위원
- 2020년 4월 15일: 대한민국 제21대 국회의원 선거 당선(충북 제천시·단양군, 미래통합당, 초선)
- 2020. 5.~2020. 9. 미래통합당 원내부대표
- 2020. 5.~2020. 9. 미래통합당 충청북도당 제천시·단양군 당원협의회 위원장
- 2020. 9.~2022. 4. 국민의힘 원내부대표
- 2020. 9.~ 국민의힘 충청북도당 제천시·단양군 당원협의회 위원장
- 2020. 9. 국민의힘 호남 동행 국회의원 발대식 명예의원(전라남도 무안군)
- 2020. 11.~2021. 6. 국민의힘 정책조정위원회 제2정조부위원장(농해수·산자·국토 분야)
- 2020. 12.~2021. 3. 2021년 재보궐선거 국민의힘 공약개발단 공통공약 개발단 주거희망팀 위원
- 2021. 3.~2021. 7. 국민의힘 충청북도당 위원장
- 2021. 3.~2021. 4. 2021년 재보궐선거 국민의힘 서울특별시장 보궐선거 선거대책위원회 명예선대본부장
- 2021. 5.~2021. 6. 국민의힘 전당대회 선거관리위원회 위원
- 2021. 12.~2022. 3. 제20대 대통령 선거 선거대책위원회 국민의힘 윤석열 대통령 후보 직속 후보전략자문위원회 위원 겸 조직총괄본부 강원충청본부장
- 2021. 12. 국민의힘 지역균형발전특별위원회 위원
- 2022. 1.~2022. 3. 제20대 대통령 선거 국민의힘 충북을 살리는 선거대책위원회 선거대책위원장단 공동선거대책위원장
- 2022. 1.~2022. 3. 제20대 대통령 선거 국민의힘 윤석열 대통령 후보 선거대책본부 조직본부 강원·충청본부장
- 2022. 3.~2022. 5. 제20대 대통령직인수위원회 지역균형발전특별위원회 위원
- 2022. 8.~2022. 9. 국민의힘 비상대책위원회 위원
- 2022. 9.~2023. 3. 국민의힘 조직부총장
- 2022. 10.~2022. 12. 국민의힘 조직강화특별위원회 부위원장
- 2022. 12.~2023. 1. 국민의힘 당대표 및 최고위원 선출을 위한 중앙당 선거관리위원회 위원
- 2023. 1.~2024. 5. 국회의장 직속 경제외교자문위원회 위원
- 2023. 2.~2023. 4. 2023년 상반기 재보궐선거 국민의힘 공천관리위원회 위원
- 2023. 4.~2024. 5. 국민의힘 원내부대표
- 2024. 3.~2024. 4. 제22대 국회의원선거 국민의힘 충청북도당 선거대책위원회 상임선거대책위원장
- 2024. 4.~2024. 5. 국민의힘 원내대표 선출을 위한 선거관리위원회 위원
- 2024년 4월 15일: 대한민국 제22대 국회의원 선거 당선(충북 제천시·단양군, 국민의힘, 재선)
- 2024. 5.~2024. 7. 국민의힘 비상대책위원
- 2024. 9.~: 국민의힘 호남동행 국회의원 발대식 명예의원(전라남도 무안군)
- 2024. 12.~: 국민의힘 제주공항 여객기 사고 수습 TF 위원
- 2025. 4.~2025. 5. 제21대 대통령 선거 국민의힘 김문수 대통령 경선 후보 문수 대통 김문수 승리캠프 조직총괄본부장
- 2025. 5.~2025. 6. 제21대 대통령 선거 국민의힘 김문수 대통령 후보 충청북도당 선거대책위원회 공동선대위원장
- 2025. 7.~ 국민의힘 충북도당 위원장

### 의정 활동
- 2020. 5.~2024. 5. 제21대 국회의원(충북 제천시·단양군, 미래통합당→국민의힘, 초선)
  - 2020. 7.~2022. 5. 제21대 국회 전반기 산업통상자원중소벤처기업위원회 위원
  - 2020. 7.~2024. 5. 혁신 4.0 연구포럼 구성의원
  - 2020. 9.~2021. 5. 제21대 국회 전반기 예산결산특별위원회 위원
  - 2020. 11.~2021. 5. 제21대 국회 전반기 예산결산특별위원회 예산안등조정소위원회 위원
  - 2021. 10.~2022. 5. 제21대 국회 전반기 예산결산특별위원회 위원
  - 2022. 3.~2022. 5. 제21대 국회 전반기 국회운영위원회 위원
  - 2022. 7.~2023. 1. 제21대 국회 후반기 산업통상자원중소벤처기업위원회 위원
    - 제21대 국회 후반기 산업통상자원중소벤처기업위원회 중소벤처기업소위원회 위원

  - 2023. 1.~2024.05. 제21대 국회 후반기 국토교통위원회 위원
    - 제21대 국회 후반기 국토교통위원회 예산결산기금심사소위원회 위원
    - 제21대 국회 후반기 국토교통위원회 청원심사소위원회 위원장

  - 국회 해양수산포럼 구성의원
  - 2023. 4.~2024. 5. 제21대 국회 후반기 윤리특별위원회 위원
  - 2023. 6.~2024. 5. 제21대 국회 후반기 예산결산특별위원회 위원
- 2024. 5.~ 제22대 국회의원(충북 제천시·단양군, 국민의힘, 재선)
  - 2024. 6.~ 제22대 국회 전반기 국토교통위원회 위원
    - 제22대 국회 전반기 국토교통위원회 교통법안심사소위원회 위원
    - 제22대 국회 전반기 국토교통위원회 청원심사소위원회 위원장

  - 2024. 6.~2025. 6. 제22대 국회 전반기 예산결산특별위원회 위원
    - 제22대 국회 전반기 예산결산특별위원회 예산안등조정소위원회 위원

  - 국부포럼 대표의원

## 서적
- 2011 배꼽여행

## 수상
- 2009 예술경영리더상
- 2009 제18회 대한민국 무궁화 대상
- 2010 제34회 국가생산성 대상

## 역대 선거 결과
|  | 60.21% |

|  | 0% |

|  | 29.60% |

|  | 38.91% |

|  | 57.42% |

|  | 44.88% |

|  | 54.10% |

|  | 49.43% |

## 소속 정당
| 소속 정당 | 소속 정당  | 소속 기간 | 비고      |
| --------- | ---------- | --------- | --------- |
|           | 무소속     | 1991~2000 | 정계 입문 |
|           | 한나라당   | 2000~2012 | 입당      |
|           | 새누리당   | 2012~2017 | 당명 변경 |
|           | 자유한국당 | 2017~2020 | 당명 변경 |
|           | 미래통합당 | 2020      | 합당      |
|           | 국민의힘   | 2020~현재 | 당명 변경 |

## 같이 보기
- 단양군의 국회의원
- 제천시·단양군
- 제천시의 국회의원
- 제천시장